# Amtsgericht Warendorf
Warendorf ist Sitz des Amtsgerichts Warendorf, das für die Gemeinden Beelen, Everswinkel und Ostbevern sowie für die Städte Ennigerloh, Sassenberg, Telgte und Warendorf im Kreis Warendorf zuständig ist. In dem 660 km² großen Gerichtsbezirk leben rund 119.000 Menschen.

## Übergeordnete Gerichte
Das dem Amtsgericht Warendorf übergeordnete Landgericht ist das Landgericht Münster, das wiederum dem Oberlandesgericht Hamm untersteht.